# Hovanoceros bison
Genre
Espèce
Hovanoceros bison, unique représentant du genre Hovanoceros, est une espèce d'opilions laniatores de la famille des Biantidae.

## Distribution
Cette espèce est endémique de la région d'Analanjirofo à Madagascar. Elle se rencontre vers Maroantsetra.

## Description
Le mâle syntype mesure 3 mm.

## Publication originale
- Lawrence, 1959 : « Arachnides-Opilions. » Faune de Madagascar, vol. 9, p. 1–121.